# Grm, Trebnje
Grm este o localitate din comuna Trebnje, Slovenia, cu o populație de 167 de locuitori.